# Comuna Rohizna, Skvîra
Rohizna (în ucraineană Рогізна) este o comună în raionul Skvîra, regiunea Kiev, Ucraina, formată din satele Dunaika, Krasneanka și Rohizna (reședința).

## Demografie
Componența lingvistică a comunei Rohizna
     Ucraineană (99,37%)
     Alte limbi (0,63%)
Conform recensământului din 2001, majoritatea populației comunei Rohizna era vorbitoare de ucraineană (99,37%), existând în minoritate și vorbitori de alte limbi.